# Lloyd Palun
Pour les articles homonymes, voir Palun.
Lloyd Palun, né le 28 novembre 1988 à Arles, est un footballeur international gabonais qui évolue au poste de défenseur.

## Biographie

### En club
Bien qu'étant né à Arles, Lloyd Palun a grandi dans le quartier de Canto Perdrix à Martigues, tout comme Maurice-Junior Dalé.
Formé au FC Martigues comme milieu de terrain, Lloyd Palun débute avec l'équipe première en CFA lors de la saison 2008-2009 avec laquelle il effectue treize matchs en championnat.
En 2009, il rejoint La Trinité SFC, club de CFA2. Après sept matchs et trois buts, il est repéré par l'OGC Nice, club de Ligue 1.
Le 6 janvier 2011, il signe un contrat amateur avec la réserve de l'OGC Nice. Le 2 février, il fait sa première apparition en professionnel lors d'un match de Coupe de France contre la Jeanne d'Arc de Drancy.
Le 26 avril 2011, il signe professionnel avec Nice, un jour avant son premier match de Ligue 1 contre l'Olympique de Marseille au Stade Vélodrome (2-4).
Pour la saison 2012-2013, son nouvel entraîneur Claude Puel le titularise au poste d'arrière droit après les départs de François Clerc, de Drissa Diakité et de Kafoumba Coulibaly.
Le 27 juillet 2015, il signe un contrat de deux ans  avec le Red Star qui évolue en Ligue 2 .
Le 30 juin 2017, il signe un contrat avec le Cercle Bruges qui évolue en deuxième division belge . Le Cercle Bruges termine champion de deuxième division belge à l’issue de la saison 2017-2018 et accède à l’élite du football belge.
Après une saison 2018-2019 en première division belge, Lloyd Palun signe finalement à l’En avant Guingamp un contrat de deux ans le 12 août 2019.
Le 18 juin 2021, il signe un contrat d'une saison plus une supplémentaire en cas de maintien avec le SC Bastia, promu en Ligue 2.

### En sélection
Lloyd Palun honore sa première sélection le 9 février 2011 lors d'un match amical gagné (2-0) contre la RD Congo.